# کارملو میشیش
کارملو میشیش (فرانسوی: Carmelo Micciche‎؛ زادهٔ ۱۶ اوت ۱۹۶۳) بازیکن و مربی فوتبال اهل فرانسه بود.
از باشگاه‌هایی که در آن بازی کرده‌است می‌توان به باشگاه فوتبال متس، باشگاه فوتبال کن، باشگاه فوتبال نانسی، باشگاه فوتبال المپیک مارسی و باشگاه فوتبال المپیک مارسی اشاره کرد.
وی همچنین در تیم ملی فوتبال فرانسه بازی کرده‌است.